# Olympische Sommerspiele 1900/Leichtathletik – Stabhochsprung (Männer)
Der Stabhochsprung der Männer bei den Olympischen Spielen 1900 in Paris wurde am 15. Juli 1900 im Croix Catelan entschieden.
Es gab einen US-amerikanischen Doppelsieg durch den Sieger Irving Baxter und den Olympiazweiten Meredith Colket. Dritter wurde der Norweger Carl Albert Andersen.

## Rekorde
Die damals bestehenden Weltrekorde waren noch inoffiziell.
| Weltrekord         | 3,62 m | Raymond Clapp | USA | Chicago (USA), 18. Juni 1898            |
| Olympischer Rekord | 3,30 m | William Hoyt  | USA | OS Athen (Griechenland), 10. April 1896 |

Folgende Rekorde wurden im Stabhochsprung bei diesen Olympischen Spielen gebrochen oder eingestellt:
| ORe | 3,30 m | Irving Baxter | USA |

## Medaillen
Wie schon bei den I. Olympischen Spielen vier Jahre zuvor gab es jeweils eine Silbermedaille für den Sieger und Bronze für den zweitplatzierten Athleten. Der Sportler auf Rang drei erhielt keine Medaille.

## Ergebnis
| Platz | Athlet               | Land       | Höhe (m)   |
| ----- | -------------------- | ---------- | ---------- |
| 1     | Irving Baxter        | USA        | 3,30 (ORe) |
| 2     | Meredith Colket      | USA        | 3,25       |
| 3     | Carl Albert Andersen | Norwegen   | 3,20       |
| 4     | Eric Lemming         | Schweden   | 3,10       |
| 4     | Jakab Kauser         | Ungarn     | 3,10       |
| 4     | Émile Gontier        | Frankreich | 3,10       |
| 7     | Karl Gustaf Staaf    | Schweden   | 2,80       |
| 8     | August Nilsson       | Schweden   | 2,60       |
| DNS   | Charles Dvorak       | USA        |            |
| DNS   | Daniel Horton        | USA        |            |
| DNS   | Bascom Johnson       | USA        |            |

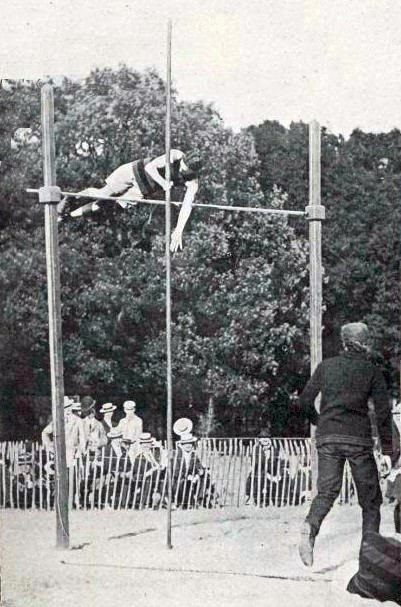
Doppelolympiasieger im Hoch- und Stabhochsprung Irving Baxter

Die US-Athleten Charles Dvorak, Daniel Horton und Bascom Johnson verzichteten auf eine Teilnahme, da ihre religiöse Überzeugung es ihnen verbot, an einem Sonntag einen Wettkampf zu bestreiten. Eigentlich hatten die Organisatoren der amerikanischen Mannschaftsleitung zugesichert, diesen Wettbewerb auf einen Wochentag zu verlegen, denn bei den Dreien handelte es sich um die seinerzeit weltbesten Stabhochspringer. Aus unerfindlichen Gründen fand der Wettbewerb nun doch an einem Sonntag statt – und das, ohne die amerikanische Teamleitung zu informieren. An den Folgetagen arrangierte man zur Revanche zwei inoffizielle Wettkämpfe, um den nicht gestarteten Athleten Gelegenheiten zu geben, ihr Können zu zeigen. In beiden übertrafen die Sieger die Leistung des offiziellen Olympiasiegers. Außerdem gab es ein sogenanntes Handicap-Springen mit Vorgabe – eine Wettkampfform, die damals auch bei Laufwettbewerben häufig ausgetragen wurde.
- Am Montag, 16. Juli gewann Bascom Johnson (USA) mit 3,38 m.
- In einem weiteren Wettbewerb gewann Daniel Horton mit 3,45 m vor Charles Dvorak (beide USA) mit 3,35 m.
- Im Handicap-Springen mit Vorgabe siegte der Ungar Jakob Kauser.

Irving Baxter hatte am selben Tag auch schon den Wettbewerb im Hochsprung gewonnen und erfuhr nur per Lautsprecheransage, dass sein Name für den Stabhochsprung aufgerufen wurde – eigentlich war er von der Verlegung dieser Disziplin ausgegangen. Schnell zog er sich wieder um und gewann seine zweite Goldmedaille.
Wie beim auch Hochsprung sind für diesen Wettbewerb alle Angaben in den eingesetzten Quellen gleichlautend.

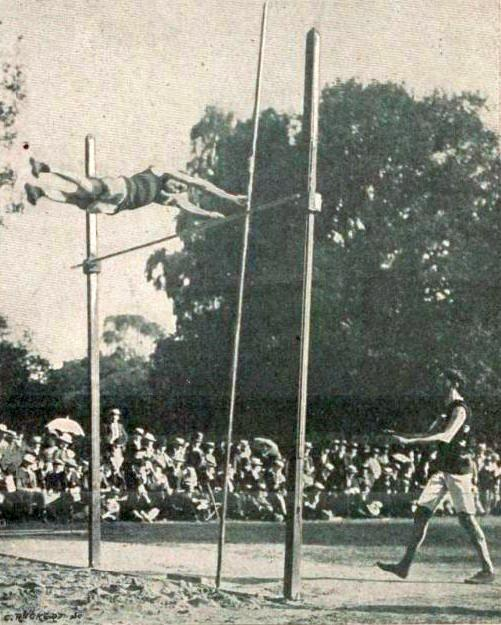
Der US-amerikanische Olympiazweite Meredith Colket
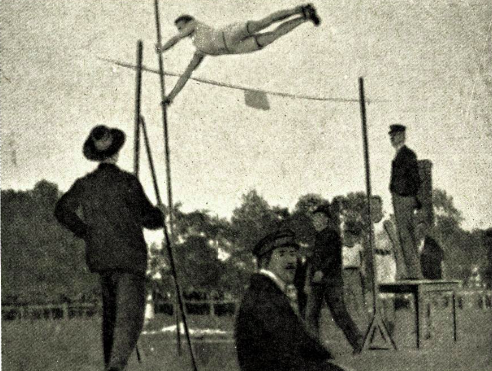
Rang drei für Carl Albert Andersen
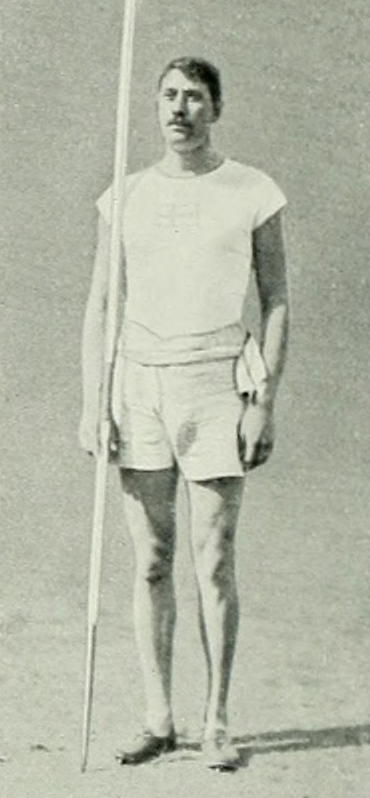
Eric Lemming wurde ab 1908 in der neu eingeführten Disziplin Speerwurf dreifacher Olympiasieger und belegte hier den geteilten vierten Rang im Stabhochsprung
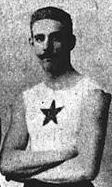
Jakab Kauser – geteilter vierter Rang
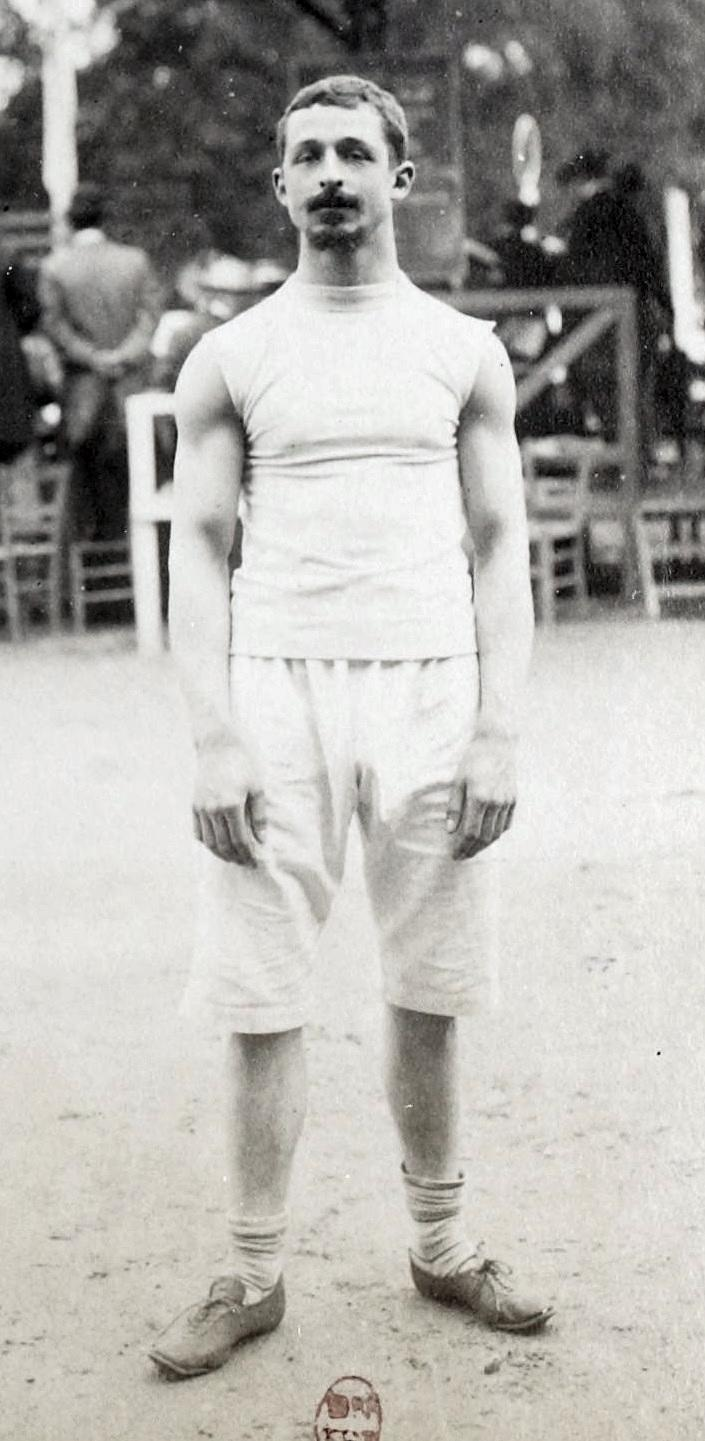
Émile Gontier kam auf den geteilten vierten Platz
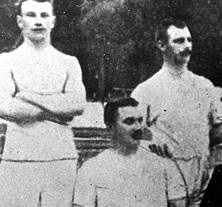
Die schwedischen Stabhochspringer August Nilsson, Olympiaachter (links), und Karl Staaf, Olympiasiebter (rechts), in der Mitte Kugelstoßer und Diskuswerfer Gustaf Söderström
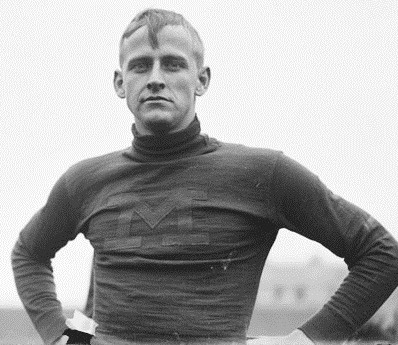
Charles Dvorak – vier Jahre später Olympiasieger – trat zum Wettkampf nicht an, weil dieser sonntags stattfand